# الیزابت دومیتین
الیزابت دومیتین (به انگلیسی: Elisabeth Domitien) در سال ۱۹۲۵ به دنیا آمد و در ۲۶ آوریل سال ۲۰۰۵ درگذشت. او نخست وزیر جمهوری آفریقای مرکزی بود.